# Triclistus squalidus
Triclistus squalidus är en stekelart som först beskrevs av Holmgren 1858.  Triclistus squalidus ingår i släktet Triclistus och familjen brokparasitsteklar. Arten är reproducerande i Sverige. Inga underarter finns listade i Catalogue of Life.